# Dosis
En farmacología se entiende por dosis la cantidad de principio activo de un medicamento, expresado en unidades de volumen o peso por unidad de toma en función de la presentación, que se administrará de una vez. También es la cantidad de fármaco efectiva. La sobredosis es la toma por encima de la dosis máxima tolerada. En su extremo, puede ser una dosis letal. Los medicamentos se pueden presentar en forma de multidosis o unidosis. En la unidosis o dosis unitaria, cada unidad de medicamento es una toma y viene identificada con su lote y caducidad. A nivel hospitalario se emplea cada vez más la unidosis por ser más cómoda y evitar errores en la toma.  

## Dosis máxima tolerada
Se denomina dosis máxima tolerada, MTD, por sus siglas en inglés —Maximum Tolerated Dose— a la dosis más elevada de un medicamento o tratamiento que un paciente puede recibir sin causarle efectos secundarios inaceptables, tales como muerte o disfunción celular u orgánica o efectos que disminuyen la esperanza de vida o un retraso superior al 10 % del peso corporal respecto a los sujetos de control. Se suele determinar durante los ensayos clínicos, Mediante el procedimiento de aumentar las dosis gradualmente hasta que se encuentra la dosis más alta con efectos secundarios tolerables.

## Radiología
En Radiología y Protección Radiológica, se utiliza el término dosis para la cantidad de radiación recibida por material, y más típicamente, por un ser vivo. Dependiendo del objetivo de la medida, se definen diversas magnitudes:
- Dosis absorbida
- Dosis equivalente
- Dosis efectiva